# 黑里克島
68°42′S 67°32′W / 68.700°S 67.533°W
黑里克島（英語：Hayrick Island）是南極洲的島嶼，位於葛拉漢地西岸的法利埃海岸，處於洛奇岩和特維格岩之間，屬於大地群島的一部分，在1936年由英國探險隊測量，現時由南極條約體系管理。